# Jakkenahalli, Madhugiri
Jakkenahalli là một làng thuộc tehsil Madhugiri, huyện Tumkur, bang Karnataka, Ấn Độ.